# Giuseppe Scarnati
Giuseppe Scarnati var en italiensk bildesigner.
Scarnati anställdes av Alfa Romeo 1936. 1941 flyttade han till företagets flygavdelning. Efter andra världskriget kom han till designavdelningen under ledning av Ivo Colucci. 1960 efterträdde Scarnati Colucci som Alfa Romeos chefsdesigner. Under hans ledning formgavs Giulia- och Alfetta-modellerna.
Scarnati förblev chef för designavdelningen fram till sin pensionering 1974.